# Mission: Impossible – Ghost Protocol (soundtrack)
Mission: Impossible – Ghost Protocol is de originele soundtrack van de gelijknamige film uit 2011, gecomponeerd door Michael Giacchino. Het album werd uitgebracht op 13 december 2011 door Varèse Sarabande.
De filmmuziek voor Ghost Protocol werd gecomponeerd door Giacchino, die ook de muziek voor de derde film componeerde en samenwerkte met regisseur Brad Bird op The Incredibles en Ratatouille. Net als in eerdere afleveringen, bevat de filmmuziek de thema's van Lalo Schifrin uit de originele televisieserie. De filmmuziek werd uitgevoerd door het Hollywood Studio Symphony onder leiding van Tim Simonec.  

Alle muziek is geschreven door Michael Giacchino.
| Nr. | Titel                                                                                           | Duur |
| --- | ----------------------------------------------------------------------------------------------- | ---- |
| 1.  | Give Her My Budapest                                                                            | 1:57 |
| 2.  | Light the Fuse (Contains Mission: Impossible Theme by Lalo Schifrin)                            | 2:01 |
| 3.  | Knife to a Gun Fight                                                                            | 3:42 |
| 4.  | In Russia, Phone Dials You (Contains Mission: Impossible Theme and "The Plot" by Lalo Schifrin) | 1:40 |
| 5.  | Kremlin with Anticipation (Contains Mission: Impossible Theme and "The Plot" by Lalo Schifrin)  | 4:12 |
| 6.  | From Russia with Shove (Contains Mission: Impossible Theme by Lalo Schifrin)                    | 3:37 |
| 7.  | Ghost Protocol (Contains Mission: Impossible Theme by Lalo Schifrin)                            | 4:58 |
| 8.  | Railcar Rundown (Contains Mission: Impossible Theme by Lalo Schifrin)                           | 1:11 |
| 9.  | Hendricks' Manifesto (Contains Mission: Impossible Theme by Lalo Schifrin)                      | 3:17 |
| 10. | A Man, A Plan, A Code, Dubai (Contains Mission: Impossible Theme by Lalo Schifrin)              | 2:44 |
| 11. | Love the Glove (Contains Mission: Impossible Theme by Lalo Schifrin)                            | 3:44 |
| 12. | The Express Elevator (Contains Mission: Impossible Theme by Lalo Schifrin)                      | 2:31 |
| 13. | Mission Impersonatable                                                                          | 3:55 |
| 14. | Moreau Trouble Than She's Worth                                                                 | 6:44 |
| 15. | Out for a Run                                                                                   | 3:54 |
| 16. | Eye of the Wistrom                                                                              | 1:05 |
| 17. | Mood India (Contains Mission: Impossible Theme by Lalo Schifrin)                                | 4:28 |
| 18. | Mumbai's the Word                                                                               | 7:14 |
| 19. | Launch Is on Hendricks                                                                          | 2:22 |
| 20. | World's Worst Parking Valet (Contains Mission: Impossible Theme by Lalo Schifrin)               | 5:03 |
| 21. | Putting the Miss in Mission (Contains Mission: Impossible Theme by Lalo Schifrin)               | 5:19 |
| 22. | Mission: Impossible Theme (Out with a Bang Version)                                             | 0:53 |